# Shang-Chi és a tíz gyűrű legendája
A Shang-Chi és a tíz gyűrű legendája (eredeti cím: Shang-Chi and the Legend of the Ten Rings) 2021-ben bemutatott amerikai szuperhősfilm, gyártója a Marvel Studios. Ez a Marvel moziuniverzum (MCU) huszonötödik filmje. A film rendezője Destin Daniel Cretton, forgatókönyvírói Dave Callaham, Steve Englehart és Jim Starlin. A főszerepet Simu Liu mint címszereplő Sang-csi (Shang-Chi), Awkwafina, Tony Leung Chiu-wai és Benedict Wong alakítja.
A projektet több alkalommal halasztották el a Covid19-pandémia miatt. Az Egyesült Államokban 2021. szeptember 3-án mutatták be, míg Magyarországon egy nappal hamarabb szinkronizálva, 2021. szeptember 2-án, a Fórum Hungary jóvoltából.

## Cselekmény
Több ezer évvel ezelőtt Hszü Ven-vu (Xu Wenwu) megtalálja a misztikus tíz gyűrűt, amely halhatatlanságot és erőt ad neki. Ven-vu (Wenwu) harcosokat gyűjt és létrehozza a Tíz Gyűrű szervezet, amely számos királyságot meghódít és kormányokat buktat meg. 1996-ban Ven-vu (Wenwu) Ta Lo falut keresi, ahol állítólag különféle mitikus lény él. Megtalálja a falu bejáratát, de a falu őre, Jing Li (Ying Li) megakadályozza a belépést. Szerelmes lesz a nőbe és két gyermekük születik, Sang-csi (Shang-Chi) és Hszia-ling (Xialing). Ven-vu (Wenwu) feladja a Tíz Gyűrűt és a szervezetét, hogy a családjával legyen. Azonban Jing Li (Ying Li)t végül megölik, így Ven-vu (Wenwu) ismét felveszi a gyűrűket, hogy lemészárolja őket és folytathassa bűncselekményeit. Sang-csi (Shang-Chi) harcművészeti képzést kap az apjától, aki 14 éves korában elküldi, hogy ölje meg a Vasbanda vezetőjét. Küldetése teljesítése helyett Sang-csi (Shang-Chi) San Franciscóba menekül, ahol felveszi a Shaun nevet.
Napjainkban Sang-csi (Shang-Chi) szállodai inasként dolgozik a legjobb barátjával, Katyvel. Egy nap Sang-csi (Shang-Chi) és Katy a buszon utazik, ahol megtámadja őt Pengekéz és a Tíz Gyűrű emberei. Sang-csi (Shang-Chi) legyőzi őket, de közben az anyja által adott medálját elvették. Attól tartva, hogy a Tíz Gyűrű megtámadja a húgát a medálért, úgy dönt, hogy felkutatja őt. Közben elmondja Katynek a múltját.
Megtalálják Hszia-ling (Xialing)ot Makaóban egy földalatti harcklubban, ahol ő a tulajdonos. Megérkezésük után a Tíz Gyűrű megtámadja a harcklubot, majd váratlanul megérkezik Ven-vu (Wenwu).
Elviszik Sang-csi (Shang-Chi)t, Hszia-ling (Xialing)ot és Katyt a Tíz Gyűrű főhadiszállására, ahol Ven-vu (Wenwu) elárulja, hogy úgy véli Li még mindig él és Ta Lóban tartják fogva őt. A két medál segítségével megidézi a térképet, amely segítségével beléphet a faluba. Ven-vu (Wenwu) el akarja pusztítani a falut, miután kiszabadította feleségét. A gyerekei ellenzik, ezért Katyvel együtt börtönbe zárja őket. Ott találkoznak Trevor Slattery színésszel, akit azért zártak be, mert Ven-vu (Wenwu)nak adta ki magát. Négyen elmenekülnek az épületből.
Ők négyen Hundun lény vezetésével eljutnak Ta Lóba, ahol találkoznak és figyelmeztetik Jing Nan (Ying Nan)t, Li nővérét. Elmondja Ta Lo történetét: évezredekkel ezelőtt a lelket emésztő Árnyvilági és csatlósai megtámadták a falut. A falut azonban megmentette a védő sárkány és bezárták őket a hegybe. Nan szerint a gonosz lény befolyásolja Ven-vu (Wenwu)t, hogy azt higgye, Li még mindig él, beszél hozzá és ki kell szabadítaani őt. A falusiak és Sang-csi (Shang-Chi)-ék felkészülnek a Tíz Gyűrű érkezésére.
Ven-vu (Wenwu) és a Tíz gyűrű megérkezik és elkezdődik a csata. Sang-csi (Shang-Chi) és Ven-vu (Wenwu) harcolnak egymással, majd Ven-vu (Wenwu) a közeli tóba löki a fiát. Ven-vu (Wenwu) elkezdi feltörni a barlang kapuját, ami miatt az Árnyvilági csatlósa kimenekülnek. A falusiak és a Tíz Gyűrű szervezete összefognak, hogy megállítsák a csatlósokat. A sárkány újjáéleszti Sang-csi (Shang-Chi)t. Ven-vu (Wenwu) és Sang-csi (Shang-Chi) ismét harcolnak egymással, és Sang-csi (Shang-Chi) nyer. A csatlósok által elfogott lelkektől megerősödve az Árnyvilági megszökik és megtámadja Ven-vu (Wenwu)t és elveszi a lelkét, közben Ven-vu (Wenwu) átadja a fiának a tíz gyűrűt. A falusiak végül legyőzik az Árnyvilágit. Sang-csi (Shang-Chi) és Katy visszatérnek San Franciscóba, ahol találkoznak Wonggal.
A stáblista közepén lévő jelenetben Sang-csi (Shang-Chi) Bruce Bannerrel, Carol Danversszel és Wonggal beszélget, majd felfedezik, hogy a tíz gyűrű titokzatos jelet bocsát ki. A stáblista utáni  jelenetben Hszia-ling (Xialing) lesz a Tíz Gyűrű új vezetője.

## Szereplők

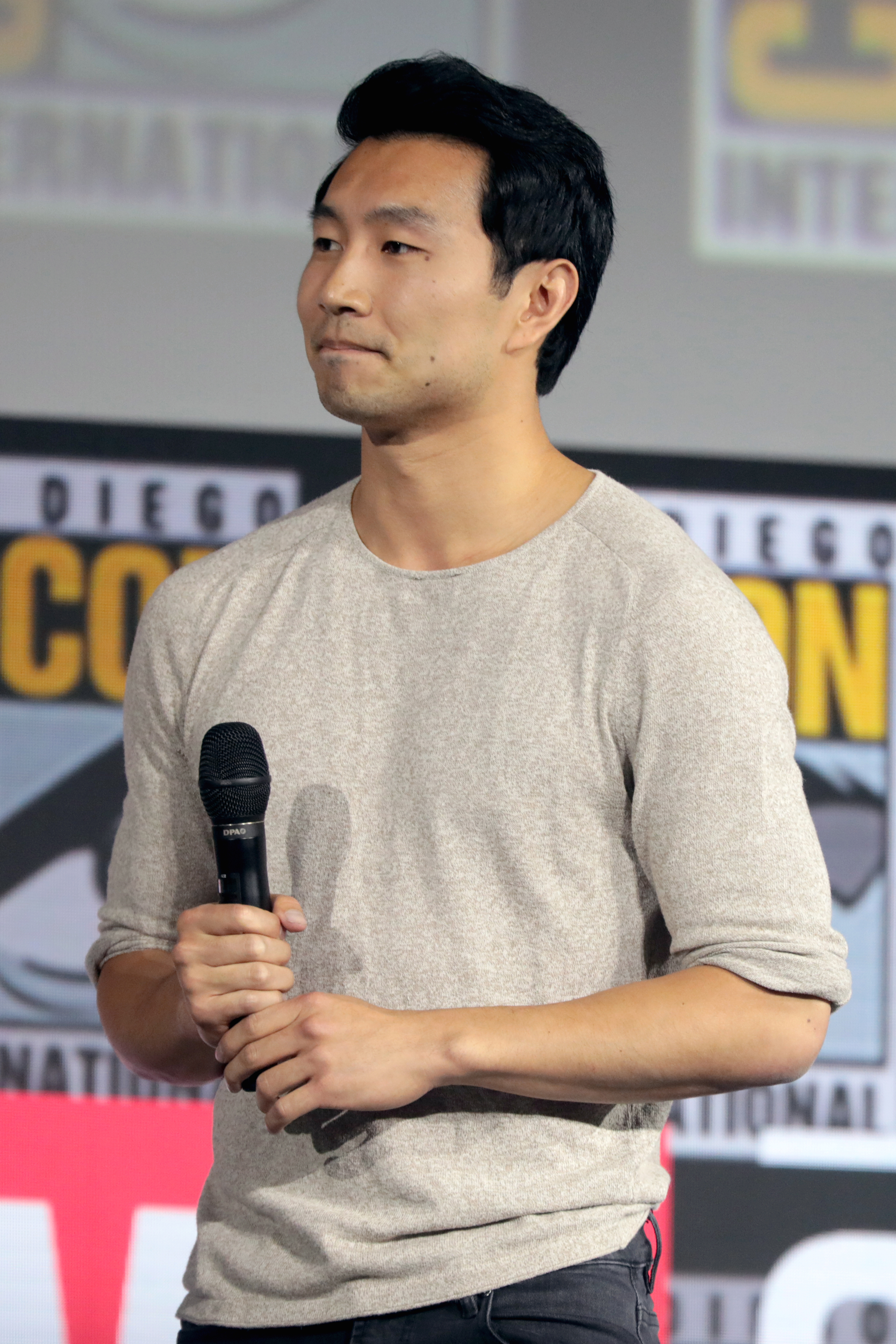
Simu Liu a 2019-es San Diegó-i Comic-Conon

| Szerep                               | Színész                       | Magyar hang         | Leírás |
| ------------------------------------ | ----------------------------- | ------------------- | --- |
| Hszü Sang-csi (Xu Shang-Chi) / Shaun | Simu Liu                      | Rohonyi Barnabás    | Képzett harcművész. Gyermekkorában Ven-vu (Wenwu) a tíz gyűrű szervezetben képezte ki. Otthagyta a szervezetet és San Franciscóba költözött.                                  |
| Hszü Sang-csi (Xu Shang-Chi) / Shaun | Jayden Tianyi Zhang (gyerek)  | Kovács András Bátor | Képzett harcművész. Gyermekkorában Ven-vu (Wenwu) a tíz gyűrű szervezetben képezte ki. Otthagyta a szervezetet és San Franciscóba költözött.                                  |
| Hszü Sang-csi (Xu Shang-Chi) / Shaun | Arnold Sun (tinédzser)        | Mayer Marcell       | Képzett harcművész. Gyermekkorában Ven-vu (Wenwu) a tíz gyűrű szervezetben képezte ki. Otthagyta a szervezetet és San Franciscóba költözött.                                  |
| Katy Chen                            | Awkwafina                     | Gubik Petra         | Szállodai hordár, Sang-csi (Shang-Chi) barátja. |
| Hszü Hszia-ling (Xu Xialing)         | Csang Meng-er (Zhang Mengʼer) | Széles Flóra        | Sang-csi (Shang-Chi) elhidegült húga és Ven-vu (Wenwu) lánya. |
| Hszü Hszia-ling (Xu Xialing)         | Harmonie He (tinédzser)       | Garamvölgyi Zoé     | Sang-csi (Shang-Chi) elhidegült húga és Ven-vu (Wenwu) lánya. |
| Jing Li (Ying Li)                    | Csen Fa-la (Chen Fala)        | Eredeti hang        | Ven-vu (Wenwu) felesége, Sang-csi (Shang-Chi) és Hszia-ling (Xialing) anyja.                                                                                                  |
| Pengekéz                             | Florian Munteanu              | Varga Rókus         | Zsoldos és képzet harcművész, akit Sang-csi (Shang-Chi) meggyilkolása miatt bérelnek fel.                                                                                     |
| Wong                                 | Benedict Wong                 | Hajdu Steve         | A Misztikus Művészetek egyik Mestere, akit a Kamar-Taj legértékesebb ereklyéinek és könyveinek védelmével bíztak meg. Aki Förtelemmel küzd meg.                               |
| Jing Nan (Ying Nan)                  | Michelle Yeoh                 | Fehér Anna          | Egy misztikus város őre, Sang-csi (Shang-Chi) nagynénje. |
| Trevor Slattery                      | Ben Kingsley                  | Szilágyi Tibor      | Színész, korábban Mandarinnak adta ki magát. |
| Hszü Ven-vu (Xu Wenwu)               | Tony Leung Chiu-wai           | Kaszás Gergő        | Sang-csi (Shang-Chi) és Hszia-ling (Xialing) apja és a tíz gyűrű terrorszervezet vezetője.                                                                                    |
| Jon Jon                              | Ronny Chieng                  | Dér Zsolt Tibor     | Hszü Hszia-ling (Xu Xialing) jobbkeze és bemondója a földalatti harci klubjában.                                                                                              |
| Mrs. Chen                            | Jodi Long                     | Kiss Mari           | Katy anyja. |
| Zsuj-hua (Ruihua)                    | Dallas Liu                    | Pál Dániel Máté     | Katy testvére. |
| Klev                                 | Zach Cherry                   | Rada Bálint         | Ő közvetíti Sang-csi (Shang-Chi) harcátt. |
| Soo                                  | Stephanie Hsu                 | Vadász Bea          | Sang-csi (Shang-Chi) és Katy barátai |
| John                                 | Kunal Dudheker                | Karácsonyi Zoltán   | Sang-csi (Shang-Chi) és Katy barátai |
| Emil Blonsky / Förtelem              | Tim Roth                      | Nem szólal meg      | Orosz születésű tiszt az Egyesült Királyság különleges alakulatából. Megismervén Hulk erejét, vágyakozni kezd rá. Így átváltozik Förtelemmé.                                  |
| Carol Danvers / Marvel Kapitány      | Brie Larson                   | Mórocz Adrienn      | Emberfeletti erővel rendelkező ex-pilóta. A Bosszúállók tagja. |
| Bruce Banner / Hulk                  | Mark Ruffalo                  | Rajkai Zoltán       | Egy Bosszúálló és egy zseniális tudós, akit jelentős mennyiségű gamma-sugárzás ért, emiatt zöld színű szörnyeteggé változik. Az idő folyamán Hulk erejét és tudását egyesíti. |

## Megjelenés
A Shang-Chi és a tíz gyűrű legendája világpremierje 2021. augusztus 16-án volt a Los Angeles-i El Capitan moziban és a TCL Chinese moziban, az Egyesült Államokban pedig a tervek szerint szeptember 3-án kerül a mozikba. A film 45 napos exkluzív mozibemutatót kap, és nem egyidejűleg jelenik meg a mozikban és a Disney+-on a Premier Access szolgáltatással, mint a Fekete Özvegy. A filmet korábban 2021. február 12-re, a kínai újév első napjára tervezték, mielőtt május 7-re, majd a Covid19-világjárvány miatt július 9-re halasztották volna. A film ismét eltolódott 2021 márciusában a 2021. szeptemberi dátumra, miután a Fekete Özvegyet áttették a július 9-i megjelenési dátumra. A film az MCU negyedik fázisának része. 2021 májusában egy kínai állami médiajelentés kizárta a Shang-Chi és a tíz gyűrű legendája, valamint az Örökkévalók című filmeket a hamarosan megjelenő MCU-filmek listájáról, ami a Variety szerint „tovább erősítette a pletykákat”, miszerint a filmek nem fognak megjelenni Kínában.